# Mã hoàng hậu (Minh Thái Tổ)
Hiếu Từ Cao Hoàng hậu Mã thị (chữ Hán: 孝慈高皇后馬氏, 18 tháng 7 năm 1332 – 23 tháng 9 năm 1382), thường gọi Minh Thái Tổ Mã Hoàng hậu (明太祖馬皇后) để phân biệt với vị Hoàng hậu cùng thụy hiệu đời Thanh. Là Hoàng hậu đầu tiên của triều đại nhà Minh, Mã thị cũng là vị Hoàng hậu duy nhất của triều đại Minh Thái Tổ Chu Nguyên Chương - Hoàng đế khai quốc của triều đại này.
Sách sử không hề ghi rõ tên thật của bà, trong những tác phẩm tiểu thuyết như Đại Minh anh liệt (大明英烈) thì bà tên Mã Ngọc Hoàn (馬玉环), dã sử địa phương gọi là Mã Tú Anh (馬秀英). Trong dân gian, bà được gọi là Đại Cước hoàng hậu (大腳皇后) nên còn gọi là Mã Đại Cước (马大脚) vì tương truyền bà có bàn chân rất to ("Cước" nghĩa là bàn chân).

## Thân thế
Hiếu Từ Cao hoàng hậu họ Mã (馬氏), người ở Túc Châu, phủ Quy Đức (归德府; nay là khu vực thành phố Túc Châu, tỉnh An Huy). Sử ký không chép rõ tên cha mẹ bà, Minh sử ghi đại khái là Mã công (馬公) và Trịnh ẩu (鄭媼). Mẹ của Mã thị là Trịnh ẩu mất sớm, cha bà là Mã công vốn có quan hệ tốt với Quách Tử Hưng, nên sau khi Mã công chết, Mã thị được sống trong phủ Quách Tử Hưng, nhận Tử Hưng làm cha nuôi. Theo Minh Sử diễn nghĩa của Thái Đông Phiên thời nhà Thanh, Mã thị được Quách Tử Hưng dạy chữ viết và phép tính, còn vợ là Trương thị dạy về nữ công. Tương truyền Mã thị rất thông minh, học đều rất nhanh chóng.
Khoảng năm Chí Chính thứ 12 triều Nguyên (1352), đất nước bắt đầu loạn lạc, Quách Tử Hưng gầy dựng thế lực riêng ở Hào Châu. Lúc ấy Chu Nguyên Chương còn hàn vi, đến trước nhà họ Quách mà xin vào làm thủ hạ cho Quách Tử Hưng, sau Hưng muốn thu phục Chu Nguyên Chương nên gả Mã thị cho Nguyên Chương, kết tóc làm phu thê. Chu Nguyên Chương và Mã thị rất ân ái, hoạn nạn luôn có nhau. Cũng do tâm tư tỉ mỉ cùng rất giỏi viết chữ nghĩa mà bà được giao cậy văn thư quan trọng của Chu Nguyên Chương. Khi ấy Chu Nguyên Chương thu 3 người cháu, một là Chu Văn Chính, cháu bên chị Lý Văn Trung và còn có Mộc Anh. Mã thị đối với 3 người con này đều tỉ mỉ cẩn thận.
Dù đã thu nhận Chu Nguyên Chương, nhưng Quách Tử Hưng vốn là người đa nghi, dễ nghe lời dèm, cũng từng nhiều lần ngờ vực Chu Nguyên Chương. Mã thị biết được, bà thường tự mình khuyên giải, giúp Chu Nguyên Chương giảng hòa với cha nuôi. Khi Chu Nguyên Chương tính tự mình gầy dựng đại nghiệp, Mã thị cũng ở phía sau giúp đỡ gia đình tướng sĩ, tự tay may áo cho quân sĩ khi cấp bách. Gặp phải Trần Hữu Lượng khiêu chiến, bà khuyên Nguyên Chương không nên lạm sát khi toàn thắng, để thu phục nhân tâm. Đối với việc Chu Nguyên Chương toàn thắng lên ngôi, không thể không kể công của bà.

## Hoàng hậu nhà Minh

### Biểu dương nữ phạm
Năm Hồng Vũ nguyên niên (1368), tháng giêng, Chu Nguyên Chương lên ngôi Hoàng đế ở Nam Kinh, lập ra Nhà Minh, xưng niên hiệu là Hồng Vũ (洪武). Với tư cách là chính thất của Hoàng đế, Mã thị được lập làm Hoàng hậu. Con trai của bà là Chu Tiêu được lập làm Hoàng thái tử, các con trai khác đều phong làm Thân vương. Bà chủ trương không cho Chu Nguyên Chương trọng dụng họ Mã của bà, tránh họa ngoại thích cho triều đình. Nhân vì cha mẹ bà mất sớm, nên Chu Nguyên Chương cho truy phong cha bà là Mã công làm Từ vương (徐王), mẹ Trịnh thị là Từ vương phu nhân (徐王夫人).
Mặc dù Mã thị là Hoàng hậu nhưng bà đề cao tiết kiệm, cơm canh của Hoàng đế đều do tự Mã Hoàng hậu xem xét. Bà cũng chuộng ăn mặc giản dị, nghe nói Hoàng hậu của Nguyên Thế Tổ Hốt Tất Liệt là Sát Tất lấy dây cung dệt bạch y, nên ba cũng lập nhà may dệt tự dệt vài chất liệu vải, còn ban cho Phi tần cùng Công chúa và Mệnh phụ mỗi khi họ vào cung. Khi còn ở nhà họ Quách, Chu Nguyên Chương từng bị nhốt giam trong biệt thất, không cho ăn uống, Mã Hoàng hậu thường trộm nấu cơm làm bánh, đem giấu ở trong ngực lén đưa cho Chu Nguyên Chương, vì thế phần làn da trước ngực đều bị bỏng (Nguyên văn: 后竊炊餅，懷以進，肉為焦。). Tương truyền chính vì cách dùng "nhục vi tiêu" (肉為焦) này của Minh sử, mà về sau người Trung Quốc hay gọi bánh hấp (炊饼) thành bánh nướng (烧饼). Bà còn hay dự trữ thịt cho quân trang, nên đến đêm cũng ăn chưa no. Ngày nay hiển quý rồi, Chu Nguyên Chương nói với quần thần Hoàng hậu hiền đức, có thể sánh Trưởng Tôn hoàng hậu thời nhà Đường, nhưng bà khiêm tốn nói: ["Thiếp thường nghe 'Phu phụ tương bảo dịch, Quân thần tương bảo nan'. Bệ hạ nếu đã không quên thiếp khi bần tiện, nguyện cũng mong bệ hạ không quên các quần thần cùng hiệp lực lúc gian nan. Còn như so với Trưởng Tôn hoàng hậu, thật sự không dám nghĩ!"].
Vào khi bà giảng dạy nữ đức cho cung nhân, Mã Hoàng hậu thực hiện thao tác "coi trọng cổ huấn", thường lấy các Hiền hậu đời nhà Tống, nên mệnh cho các nữ quan tra xem các hành vi điển phạm Tống triều, rồi thường xuyên lật xem xem xét. Có nữ sử nói các Hoàng hậu nhà Tống quá mức nhân hậu, bà nói: ["Quá mức nhân hậu. Như vậy so với quá mức độc ác, không phải càng tốt hôn sao?"]. Có một ngày, sau khi xem Sử ký cùng Hán thư, bà ngẫu nhiên hỏi một nữ sử: ["Thuật thuyết Hoàng Lão là điều gì? Vì sao Đậu Thái hậu triều Hán lại say mê như vậy?"]. Vị nữ sử đáp: ["Thuật thuyết Hoàng Lão là đem thanh tĩnh vô vi làm căn bản. Vứt đi nhân nghĩa, khuyến khích dân chúng hiếu thuận hữu ái. Đó là đạo lý của thuật này"]. Nghe xong vậy, bà nói: ["Hiếu thuận hữu ái chính là nhân nghĩa, lại có thể bỏ đi 'nhân nghĩa', kêu người ta chú trọng 'hiếu thuận hữu ái' ư?"].
Đối với dân chúng, Mã Hoàng hậu cũng biểu lộ sự quan tâm dù thân phận một Hậu phi không tiện biết được tường tận. Một ngày, Hoàng hậu hỏi Chu Nguyên Chương: ["Hiện giờ dân chúng trong thiên hạ có yên ổn không?"]. Hoàng đế bèn nói: ["Chuyện này không điều là điều nàng nên bận tâm"], thế rồi bà đáp: ["Bệ hạ ngài là phụ thân của người trong thiên hạ, thiếp may mắn có thể trở thành mẫu thân của người trong thiên hạ. Con cái yên ổn hay không, thiếp sao lại có thể không hỏi!"]. Mỗi khi trong nước có thiên tai, Hoàng hậu liền suất lĩnh cung nhân ăn cơm canh đạm bạc, trợ giúp bá tánh cầu nguyện. Chu Nguyên Chương đôi khi sẽ đem chuyện cứu tế nói cho bà, Hoàng hậu liền nói: ["Thay phiên cứu tế, chẳng bằng vốn đã có tích tụ, cơm áo ấm no"]. Có khi quan viên triều đình thượng tấu xong sự tình, yến tiệc chiêu đãi trong cung bắt đầu, Hoàng hậu liền mệnh lệnh hoạn quan lấy tới rượu và thức ăn nếm thử, hương vị không tốt, bèn nói: ["Làm đồ cung phụng chủ tử của mình không tốt. Thế hẳn cung phụng người khác sẽ tận tâm"]. Chu Nguyên Chương liền cho trách phạt quan viên Quang lộc tự.

### Giúp chồng được tiếng nhân
Chu Nguyên Chương xử lý sự vụ ở trước điện, có khi nổi giận đùng đùng, Mã Hoàng hậu chờ Chu Nguyên Chương trở lại hậu cung, thường lấy lý lẽ uyển chuyển mà khuyên can. Tính cách của Chu Nguyên Chương rất cương quyết, bởi vì có Mã Hoàng hậu khuyên can mà thường có nhiều người được miễn giảm hình phạt. 
Tham quân Quách Cảnh Tường khi lưu thủ Hòa Châu, nghe nói con trai là Trì Sóc muốn giết cha, Chu Nguyên Chương nổi giận, muốn đem xử tử Trì Sóc. Bà bèn khuyên: ["Quách Cảnh Tường chỉ có 1 đứa con trai duy nhất, kẻ khác mật báo thường sẽ có hiềm nghi, giết hắn chỉ sợ Quách Cảnh Tường cũng sẽ tuyệt tự"]. Chu Nguyên Chương nghe thế bèn cho tra rõ sự tình, phát hiện Trì Sóc quả thực oan uổng. Khi con nuôi Chu Nguyên Chương là Lý Văn Trung thủ vệ Nghiêm Châu, có Dương Hiến vu cáo hắn không tuân thủ pháp luật, Chu Nguyên Chương muốn triệu Lý Văn Trung về, Mã Hoàng hậu bèn can: ["Nghiêm Châu là nơi trọng hiểm, trước mặt sau lưng đều là thù. Nay tự tiện đổi tướng lĩnh, quả thực là hạ sách. Huống hồ Văn Trung từ trước đến nay tài đức sáng suốt, Dương Hiến chỉ nói qua loa một lời thì sao có thể tin ngay được?!"]. Chu Nguyên Chương vì thế đình chỉ chuyện này, Lý Văn Trung sau lại rốt cuộc lập công lớn. Khi đó, học sĩ Tống Liêm bởi vì sự việc Tôn Thận mà bị tội. Mã Hoàng hậu khuyên can: ["Các bá tánh dân gian vì con nhỏ mà thỉnh Lão sư, còn đem 'Tôn sư chi lễ' thừa hành cả đời, huống hồ là hoàng gia thiên tử? Tống Liêm chỉ quanh quẩn trong nhà, nhất định là không biết chuyện bên ngoài!"]. Chu Nguyên Chương không nghe. Khi Mã Hoàng hậu làm lễ dâng cơm hầu Hoàng đế, bà không ăn không uống, Hoàng đế lại hỏi sự tình, thì bà lại nói: ["Thiếp vì Tống tiên sinh mà làm một chuyện công đức"]. Chu Nguyên Chương nội tâm cũng cảm thấy buồn bã, vì thế buông chiếc đũa đứng lên. Ngày hôm sau, Hoàng đế đặc xá Tống Liêm miễn tử tội, đem ông ta an trí đến Mậu Châu. Lại có phù hào Thẩm Vạn Tam nhiều năm giao thương bên ngoài, cậy mình giàu có mà tự tiện khao thưởng Thiên tử quân. Chu Nguyên Chương nghe được cảm thấy bị sỉ nhục mà muốn giết, cũng nhờ Mã Hoàng hậu mà chỉ đày đi Vân Nam.
Thời Chu Nguyên Chương, hễ khi có tội phạm mang án nặng, ông đều sai cho đến xây Vạn Lý Trường Thành. Mã Hoàng hậu cầm lòng không được, bèn xin: ["Thông qua phạt lao dịch để chuộc tội, đây là ân huệ lớn nhất mà quốc gia đối đãi tù phạm trọng tội. Nhưng lỡ như thân thể bạo bệnh mà còn phải làm lao dịch, chỉ sợ vẫn không tránh được tử vong"]. Chu Nguyên Chương vì thế cho đặc xá bọn họ. Trong cung cũng hay có cung phi đắc tội Chu Nguyên Chương. Có một hôm, một cung nhân gây Hoàng đế đại nộ, ông giận dữ trách mắng, Mã Hoàng hậu cũng làm bộ tức giận mà sai đem đến Cung chính ty nghị tội, Hoàng đế bèn hỏi: ["Vì cái gì?"], bà đáp: ["Làm một Đế vương không thể vì hỉ nộ mà tùy ý thưởng phạt. Khi ngài tức giận, chỉ sợ trách phạt có điều không công bằng. Nay đem nàng ta đến Cung chính ty là có thể phán định tương đối hợp lý. Thiết đặt Cung chính ty chính là để thẩm tra cung nhân có tội, ngài chỉ cần giao cơ quan có thẩm quyền xử lý là được"].
Mã Hoàng hậu phi thường yêu quý nhân tài. Một lần Chu Nguyên Chương thị sát Thái học trở về, bà hỏi Thái học có bao nhiêu học sinh, Chu Nguyên Chương đáp có mấy ngàn người. Mã Hoàng hậu nói: ["Mấy ngàn Thái học sinh, có thể nói nhân tài đông đúc. Nhưng Thái học sinh tuy có sinh hoạt trợ cấp, nhưng thê tử và nữ nhi của bọn họ thì dựa vào cái gì đây?"]. Sau nhiều lần thuyết phục, Chu Nguyên Chương đồng ý thu thập một số tiền lương, thiết trí 20 hồng bản thương đem chia ra cho các nhà của Thái học sinh, do đó thê nhi của các Thái học sinh này vô cùng cảm tạ công đức.

## Qua đời
Năm Hồng Vũ thứ 15 (1382), tháng 8, Mã Hoàng hậu đột nhiên nhiễm bệnh. Quần thần thỉnh cầu nên lập đàn cầu nguyện hiến tế, lấy Thái Y viện lương y chẩn trị. Hoàng hậu nhất quyết can, nói: ["Sống chết là vận mệnh an bài, cầu nguyện hiến tế có chỗ lợi gì đâu! Huống hồ Y sinh làm sao tài thánh mà đem người sống mãi trường thọ, nếu như uống thuốc không thể thấy hiệu quả, chỉ sợ sẽ chỉ bởi vì ta mà giáng tội các vị Y sinh sao?"]. Lúc bà hấp hối, Chu Nguyên Chương ở bên bà không rời, hỏi bà còn điều gì trăn trối, bà nói: ["Hy vọng bệ hạ có thể cầu lấy người hiền năng, nghe ý kiến của người khác, từ đầu đến cuối, nghiêm túc đối đãi, con cháu đều có thể đủ hiền năng. Như vậy đại thần cùng bá tánh đều có thể ngưỡng vọng"].
Thế rồi vào ngày Bính Tuất tháng ấy (tức ngày 23 tháng 9 dương lịch), Hoàng hậu Mã thị băng thệ, thọ 51 tuổi. Thái Tổ Chu Nguyên Chương rất cảm khái đau buồn, và ông quyết định không lập ai khác làm Hoàng hậu nữa. Sau khi Mã hoàng hậu mất, Lý Thục phi rồi Quách Ninh phi lần lượt có quyền "Nhiếp lục cung sự", song không ai còn đủ tư cách khiến Chu Nguyên Chương chọn lập làm Hoàng hậu nữa. Sau khi Mã Hoàng hậu mất, trong cung thị nữ, cung nhân đều cảm thương tiếc nuối, nhiều lời hát được sáng tác để tưởng niệm Mã hoàng hậu vì tấm lòng hiền từ của bà. Trong đó có câu: ["Ngã hậu thánh từ, hóa hành gia bang. Phủ ngã dục ngã, hoài đức nan vong. Hoài đức nan vong, ư vạn tư niên. Bí bỉ hạ tuyền, du du thương thiên"; 我后聖慈，化行家邦。撫我育我，懷德難忘。懷德難忘，於萬斯年。毖彼下泉，悠悠蒼天].
Theo thể chế, Hoàng hậu băng thệ đều phải có thụy hiệu để đời sau gọi, và Chu Nguyên Chương cho truy thụy của bà là Hiếu Từ Hoàng hậu (孝慈皇后). Sau khi Minh Thái Tổ băng hà, có Đế thụy là [Cao], Mã thị được dâng thêm thụy hiệu nữa, bà được đổi gọi thành ["Hiếu Từ Cao Hoàng hậu"] hoặc ["Cao Hoàng hậu"]. Trải qua các đời Hoàng đế nhà Minh, thụy hiệu của bà toàn xưng thành Hiếu Từ Trinh Hóa Triết Thuận Nhân Huy Thành Thiên Dục Thánh Chí Đức Cao Hoàng hậu (孝慈貞化哲順仁徽成天育聖至德高皇后).

## Hậu duệ

Hiếu Từ Cao Hoàng hậu Mã thị trong tranh vẽ dân gian.

Căn cứ Minh sử, Hiếu Từ Cao Hoàng hậu Mã thị sinh ra 5 hoàng tử cùng 2 vị hoàng nữ. Song rất nhiều thuyết cho rằng Mã Hoàng hậu không hề sinh ra bất kỳ ai, mà đều là cung nhân khác sinh ra, và lấy danh nghĩa của bà làm con.
Sách Tội duy lục (罪惟錄) của người Minh ghi chép lại đương thời, song đã từng nhắc đến "Có người nói Cao Hoàng hậu không con", chứng tỏ việc này đã sớm bị người Minh hoài nghi, chưa nói đến về sau. Bên cạnh đó, Phụng sứ lục (奉使录) của người Triều Tiên đương thời cũng ghi lại nhận định Chu Đệ không phải do Mã Hoàng hậu sinh ra.
Sách Tĩnh Chí cư thi thoại (靜志居詩話) của Chu Di Tôn (朱彝尊), cuốn 13, nhan đề Thẩm Nguyên hoa điều (沈元華條) có viết: ["Phụng Tiên Miếu chế (Nam Kinh Thái Miếu Phụng Tiên điện), cao về phía mặt Nam, chư Phi đều ở phía Đông, riêng phía Tây chỉ chừa 1 vị Cống phi, cứ theo Nam Kinh Thái thường chí. Cao hậu sinh thời thiện lương nhưng chưa từng có mang, dẫu cho Trường lăng (ý nói Chu Đệ), đến Ý Văn Thái tử cũng không phải Hậu sở sinh"; 奉先廟制（南京太廟奉先殿）高後南面，諸妃盡東列，西序惟碽妃一人，具載南京太常寺志。善高后從未懷妊，豈惟長陵，即懿文太子亦非后生也。]. Tuy nhiên "Thái thường tự chí" được nhắc đến bên trên, phần nhiều đã được chứng minh là bóp méo sai sự thực, và người bóp méo là Trương Đình Ngọc, khi soạn sử Minh nhưng "hư hư thực thực" biên vào các ký lục truyền miệng. Rốt cuộc, cho đến nay vẫn không có căn cứ nào minh xác chứng minh Mã Hoàng hậu không con.
Căn cứ Minh sử chính thức, các con của bà gồm:
1. Chu Tiêu [朱標], được truy làm Ý Văn Thái tử (懿文太子), cha của Minh Huệ Đế.
2. Chu Sảng [朱樉], sau được truy tặng Tần Mẫn vương (秦愍王).
3. Chu Cương [朱棡], sau được truy tặng làm Tấn Cung vương (晋恭王).
4. Chu Đệ [朱棣], tức Thành Tổ Văn hoàng đế (成祖文皇帝).
5. Chu Túc [朱橚], được truy làm Chu Định vương (周定王).
6. Ninh Quốc Công chúa [寧國公主; 1364 - 1434], hạ giá lấy Mai Ân (梅殷) vào năm 1379.
7. An Khánh Công chúa [安慶公主], năm 1381 hạ giá lấy Âu Dương Luân (歐陽倫).